# 雕獸屬
雕獸（學名：Glyptotherium）是一種已滅絕的雕齒獸亞科哺乳動物，生存在中更新世至更新世晚期的北美洲。牠們可能因氣候變化或人為捕獵而滅絕。